# محسن الفنجري
محسن الفنجري عسكري مصري، وعضو سابق بالمجلس الأعلى للقوات المسلحة ومساعد وزير الدفاع، شغل سابقًا منصب رئيس هيئة التنظيم والإدارة للقوات المسلحة كما شغل منصب قائد المنطقة المركزية العسكرية ، اشتهر عند إلقاؤه بيانات المجلس الأعلى للقوات المسلحة أثناء ثورة 25 يناير وبعد تولي المجلس الأعلى للقوات المسلحة حكم البلاد بعد تنحي الرئيس محمد حسني مبارك وعندما أدى التحية العسكرية لأرواح شهداء ثورة 25 يناير عند إلقاؤه البيان الثالث للمجلس الأعلى للقوات المسلحة، أُحيل اللواء محسن الفنجري للتقاعد في سبتمبر 2012 بقرار من القائد العام للقوات المسلحة ووزير الدفاع والإنتاج الحربي آنذاك الفريق أول عبد الفتاح السيسي.

## حياته المهنية
- شغل منصب مساعد أول وزير الدفاع رئيس هيئة التنظيم والإدارة للقوات المسلحة في عام 2008 وحتى عام 2012
- قائد المنطقة المركزية العسكرية في عام 2006 وحتى عام 2008

اللواء محسن الفنجري يؤدي التحية العسكرية لأرواح شهداء ثورة 25 يناير أثناء إلقاؤه بيان المجلس الأعلى للقوات المسلحة في 11 فبراير 2011

اكتسب شهرته عندما أدى التحية العسكرية لأرواح شهداء ثورة 25 يناير أثناء إلقاؤه بيان المجلس الأعلى للقوات المسلحة للشعب المصري على شاشة التليفزيون